# Papirus Boulaq 18
Papirus Boulaq 18 je staroegipčanski hieratični dokument iz obdobja Trinajste dinastije. Ohranjena sta dva dela dokumenta, ki sta zdaj shranjena v Egipčanskem muzeju v Kairu (CG 58069).
Dokoment, napisan okoli leta 1750 pr. n. št., je povezan s faraonovim dvorom. Vsebuje seznam dvornih uradnikov in obrokov, ki so jih dobivali vsak dan. Med pomembnimi omenjenimi uradniki sta na primer vezir Anku in celo kraljica Aja. Dokument ima zato velik zgodovinski pomen. Poroča tudi o faraonovem potovanju v tempelj v Medamudu in prihodu nubijske delegacije.
Natančno datiranje dokumenta je sporno, ker je faraonovo ime zelo poškodovano. Starejši egiptologi so v faraonu prepoznali Sobekhotepa II., novejše raziskave, predvsem egiptologa Kima Ryholta,  pa kažejo, da je faraon ali Imiremeša ali Sehetepkare Intef IV.

## Sklic
1. ↑  Ryholt 1997.